# 棒丝黄精
棒丝黄精（学名：Polygonatum cathcartii）为百合科黄精属的植物。分布在锡金以及中国大陆的西藏、四川、云南等地，生长于海拔2,400米至2,900米的地区，见于林下，目前尚未由人工引种栽培。